# 比克热尔茨
比克热尔茨（匈牙利語：Bükkzsérc）是匈牙利包尔绍德-奥包乌伊-曾普伦州所辖的一个村。总面积37.25平方公里，总人口1002，人口密度26.9人/平方公里（2011年1月1日）。